# 口角
| ウィキペディアには「口角」という見出しの百科事典記事はありません（タイトルに「口角」を含むページの一覧/「口角」で始まるページの一覧）。 代わりにウィクショナリーのページ「口角」が役に立つかもしれません。 |